# Lily Alexandre
Lily Alexandre es una YouTuber y cineasta canadiense. Su videoensayo Zoopraxography for Lovers (Cinema's First Kiss Was Between Two Women) fue incluido entre los mejores videoensayos de Sight and Sound de 2022.
También ha sido colaboradora de Xtra Magazine.